# Nevratice
Nevratice település Csehországban, a Jičíni járásban. Nevratice Vrbice, Staré Smrkovice, Chomutice és Vysoké Veselí településekkel határos. Lakosainak száma 185 fő (2024. január 1.).

## Népesség
A település lakosságának változását az alábbi diagram mutatja:
| Lakosok száma | 529  | 477  | 463  | 298  | 236  | 156  | 161  | 166  | 177  | 185  |
|               | 1869 | 1900 | 1921 | 1961 | 1980 | 2011 | 2016 | 2019 | 2021 | 2024 |